# View Point
View Point är en udde i Antarktis. Den ligger i Västantarktis. Argentina, Chile och Storbritannien gör anspråk på området.
Terrängen inåt land är kuperad åt nordväst, men åt sydväst är den platt. Havet är nära View Point åt sydost. Trakten är obefolkad. Det finns inga samhällen i närheten. 